# Polustrowo (stacja kolejowa)
Polustrowo (ros. Полюстрово) – towarowa stacja kolejowa w miejscowości Petersburg, w Rosji. Położona jest na linii ze stacji Petersburg Rozrządowy Moskiewski do stacji Ruczji, na terenach przemysłowych miasta.